# تجديد شباب الوجه
تجديد شباب الوجه هو أي عملية تجميلية أو طبية يتم إجراؤها لزيادة أو استعادة المظهر الشبابي لوجه الإنسان. ومع ذلك يشير المصطلح على نحو محدد إلى مجموعة من العمليات الجراحية التي تعمل على استعادة نضارة الوجه ومظهر البشرة وجعلها شبابية تمامًا، من خلال استخدام مزيج من عمليات رفع الحاجب وإزالة انتفاخات العين ورفع جفون العين وإزالة بقع الشيخوخة وشيخوخة الجلد وارتخاء الوجه والتجاعيد بواسطة عملية شد الوجه وقطع تجاعيد الجلد والتقشير الفيزيائي أو الكيميائي وعملية شد الذقن (خفض الذقن المزدوجة) واستعادة شعرالوجه، وما إلى ذلك. وعادة ما تنجح هذه العمليات وفي بعض الحالات تحقق نتائج مذهلة. ومن الأمثلة على علاجات تجديد شباب الوجه هي العمليات التي تتم باستخدام ترددات الراديو المتجزئة والعلاج باستخدام تقنية Ultherapy، وكلتا التقنيتان غير الباضعتين تعملان على تحفيز عملية التجدد وبناء جلد جديد وشد الجلد.
وهناك عمليات أخرى منها:
- حقن البوتوكس
- كريمات داي ميثيل إيثانول أمين (DMAE)
- الماكياج الدائم
- تنسيق الوجه
- حقن الكولاجين
- الوخز بالإبر التجميلية

## تأثير التغيرات في الهيكل العظمي
أشارت أبحاث أخيرة إلى وجود تأثير للتغييرات في الهيكل العظمي للوجه مع التقدم في السن عند ظهور “الشيخوخة”، لا سيما في منطقة الوجه الوسطى والجزء الأسفل من حجاج العين حول الأنف. وكشفت دراسة كمية تم إجراؤها باستخدام تقنية التفربسة المقطعية المحورية المحوسبة لوجوه الرجال والنساء في العديد من الفئات العمرية  أنه يوجد مقدار كبير من فقدان نسيج الهيكل العظمي في هذه المناطق مع التقدم في السن، الأمر الذي يؤدي إلى حدوث تغييرات في الزوايا والأطوال والأحجام، وكذلك تناقص المسافة بين العينين. وهذا يحدث في وقت مبكر عند النساء أكثر من الرجال. وجرى افتراض أن ترهل الجلد والتجاعيد قد تحدث ليس فقط بسبب فقدان الأنسجة الرخوة والدهون، ولكن أيضًا لأن تراجع العظم يحدث زيادة في الجلد الذي لم يعد مرنًا. وقد تأخذ أساليب تجديد شباب الوجه المستقبلية في الاعتبار هذه النتائج وتستعيد ما تم فقده من هيكل عظمي من خلال عمليات الشيخوخة.

## التقييم البصري لشباب الوجه
الإدراك البصري البشري يتميز بحساسيته ودقته في تقييم أو إدراك العمر بواسطة تمييز الأنماط الفوري لملامح الوجه. وفي كثير من الأحيان، يُنظر إلى الوجوه البشرية التي ليست لديها فارق ملموس في تركيبة ومظهر الوجه بأنها تتمتع بأعمار مختلفة. وهذه الآلية غير مفهومة كليًا إلى الآن، ولكنها قد تتعلق بالتغييرات الطفيفة في الهيكل العظمي للوجه.

## الاتجاهات في تجديد شباب الوجه
وفقًا للجمعية الأمريكية لجراحي التجميل، تم إجراء أكثر من 114000 عملية شد للوجه وحوالي 55000 عملية شد للجبهة في الولايات المتحدة الأمريكية في عام 2004، غالبية هذه العمليات تم إجراؤها للنساء. ومن المتوقع تزايد عدد عمليات تجديد شباب الوجه وذلك بسبب العوامل التالية:
1. بدأ الرجال أيضًا في إجراء هذه العمليات بأعداد متزايدة؛
2. التأكيد على صورة النضارة من قِبل وسائل الإعلام والموضة؛
3. تزايد أعداد الشخصيات الهامة التي تتمتع بصحة جيدة وثراء مالي في الأعمار المتقدمة؛
4. انخفاض تكاليف الجراحة والعمليات التجميلية الأخرى، الأمر الذي جعلها في متناول الجميع

في عام 2011، استمرت أعداد الجمعية الأمريكية لجراحي التجميل في التزايد بالنسبة لمعظم عمليات تجديد الشباب. وتم إجراء 119026 عملية شد وجه و46931 عملية شد الجبهة (المعروفة أيضًا باسم شد الحاجب).
ومع ذلك، في حين تُفضل العمليات الجراحية لتحقيق تحسن أكثر دراماتيكية، إلا أن الاتجاه الحالي هو اللجوء إلى العمليات الأقل تأثيرًا باضعًا مثل الحقن (البوتوكس والمواد المالئة) وعلاجات الجلد بالليزر. وفي حين أن هذه العلاجات تحقق نتائج مؤقتة، إلا أن هناك ميلاً لتفضيلها بسبب صغر فترة الشفاء المكثفة.